# Hoplopleura himenezumi
Hoplopleura himenezumi är en insektsart som beskrevs av Kaneko 1956. Hoplopleura himenezumi ingår i släktet Hoplopleura och familjen gnagarlöss. Inga underarter finns listade i Catalogue of Life.